# Lenoncourt
Lenoncourt település Franciaországban, Meurthe-et-Moselle megyében. Lakosainak száma 592 fő (2022. január 1.). Lenoncourt Art-sur-Meurthe, Buissoncourt, Cerville, Haraucourt, Pulnoy, Saulxures-lès-Nancy és Varangéville községekkel határos.

## Népesség
A település népességének változása:
| Lakosok száma | 365  | 317  | 377  | 544  | 594  | 596  | 592  | 595  | 593  | 592  |
|               | 1968 | 1982 | 1990 | 2006 | 2013 | 2015 | 2017 | 2019 | 2020 | 2022 |